# Irinjalakuda
Irinjalakuda è una suddivisione dell'India, classificata come municipality, di 28.873 abitanti, situata nel distretto di Thrissur, nello stato federato del Kerala. In base al numero di abitanti la città rientra nella classe III (da 20.000 a 49.999 persone).

## Geografia fisica
La città è situata a 10° 19' 60 N e 76° 13' 60 E e ha un'altitudine di 38 m s.l.m..

## Società

### Evoluzione demografica
Al censimento del 2001 la popolazione di Irinjalakuda assommava a 28.873 persone, delle quali 13.850 maschi e 15.023 femmine. I bambini di età inferiore o uguale ai sei anni assommavano a 2.826, dei quali 1.473 maschi e 1.353 femmine. Infine, coloro che erano in grado di saper almeno leggere e scrivere erano 25.146, dei quali 12.154 maschi e 12.992 femmine.